# AHC Potaissa Turda
AHC Potaissa Turda é um clube de andebol romeno sediado em Turda, na Roménia. Atualmente, compete na Liga Romena de Andebol e na Taça Challenge da EHF.

## História
O AHC Potaissa Turda é um mais importantes clubes romenos de andebol da última década. Entre 2014–15 e 2017–18, foi a única equipa a qualificar-se para a final four da Liga Națională em todas as épocas. Em 2018, conquistou o seu primeiro troféu internacional, a Taça Challenge da EHF, após bater o AEK Atenas na final.
Após graves problema financeiros em 2008, o clube reergueu-se e acabou por subir à Liga Națională em 2011. Esta recuperação começou em 2008 quando o seu novo pavilhão foi inaugurado e os jogadores do clube poderam finalmente treinar e jogar na cidade de Turda.
O Potaissa Turda destaca-se na formação de jovens jogadores, algo que também explica a sua rapida ascensão no andebol romeno. Atualmente, 220 crianças e jovens jogadores representam o clube em competições nacionais.

## Títulos

### Títulos Internacionais
- Taça Challenge (1)
  - 2017–18

## Histórico Internacional
| Temporada | Competição     | Ronda | Equipa        | 1ª Mão | 2ª Mão | Agregado |
| --------- | -------------- | ----- | ------------- | ------ | ------ | -------- |
| 2016–17   | Taça Challenge | R3    | HC Dobrudja   | 32–23  | 43–19  | 75–42    |
| 2016–17   | Taça Challenge | 1/8   | Handball Esch | 31–27  | 28–29  | 59–56    |
| 2016–17   | Taça Challenge | QF    | HB Dudelange  | 32–29  | 36–35  | 68–64    |
| 2016–17   | Taça Challenge | SF    | Valur         | 22–30  | 32–23  | 54–53    |
| 2016–17   | Taça Challenge | F     | Sporting CP   | 28–37  | 24–30  | 52–67    |

## Equipa

### Plantel
Plantel para 2016-17
| Guarda-Redes - Adrian Țenghea - Ludovic Varo Extremos-Direitos - Roland Thalmaier - Vlad Bulgaria Extremos Esquerdos - Răzvan Pavel - Lucian Ignat Pivots - Ionut Ștef - Mihail Huta - Nenad Savic | Laterais Esquerdos - Georgică Cîntec - Radu Lazăr - Teodor Pințoiu Centrais - Ionuț Rotaru - Alexandru Laslo - Silvian Amihăesi Laterais Direitos - Cristian Adomnicăi - Roman Zacaciurin |